# Desa Pakuncen (administrativ by i Indonesien, Jawa Tengah, lat -7,41, long 109,88)
Desa Pakuncen är en administrativ by i Indonesien.   Den ligger i provinsen Jawa Tengah, i den västra delen av landet, 400 km öster om huvudstaden Jakarta.